# Повасан
Повасан (енгл. Powassan) је општина у Канади у покрајини Онтарио. Према резултатима пописа 2011. у општини је живело 3.378 становника.

## Становништво
Према резултатима пописа становништва из 2011. у граду је живело 3.378 становника, што је за 2,1% више у односу на попис из 2006. када је регистровано 3.309 житеља.
| 2006. | 2011. |
| ----- | ----- |
| 3.309 | 3.378 |